# Maïssade
Maïssade (Haitianisch-Kreolisch Mayisad) ist eine haitianische Gemeinde und ein Ort dieser Gemeinde im Département Centre. Die Gemeinde hat 53.602 Einwohner, der Ort 11.234 Einwohner (2009). Der Ort liegt etwa 50 Kilometer westlich der Grenze zur Dominikanischen Republik und 64 Kilometer von Cap-Haïtien im Norden entfernt.
Wirtschaftlich ist die Stadt hauptsächlich geprägt von der Landwirtschaft. Bedeutsam ist der Anbau von Kaffee, Baumwolle, Zuckerrohr und Obst. Außerdem wird Honig produziert.